# Scania Serie 3
Scania Serie 3 war eine ab 1988 produzierte Lkw-Baureihe des schwedischen Herstellers Scania. Sie ersetzte die Serie 2. Ab 1995 wurde sie durch die Serie 4 abgelöst. Äußerlich entsprach die Serie 3 weitgehend der Serie 2, neben den bekannten Fahrerhäusern P (Frontlenker-Nahverkehr), R (Frontlenker-Fernverkehr) und T (Hauber) wurde zusätzlich eine Topline-Kabine angeboten, die auf dem R-Fahrerhaus basierte, aber ein 22 cm höheres Dach hatte. Erneuert wurde die Innenausstattung mit einem gewölbten Armaturenbrett und die Motoren wurden überarbeitet. Die Serie 3 wurde zum Truck of the Year 1989 gekürt. Die Jury begründete ihre Entscheidung mit hochentwickelter Lastwagentechnologie im Allgemeinen, ausgezeichnetem Fahrkomfort in Verbindung mit hoher Sicherheit für
Fahrer und Beifahrer und modernen und zuverlässigen Motoren mit geringem Kraftstoffverbrauch. Angeboten wurde die Serie 3 mit Motoren mit 9 l Hubraum als Scania 93, mit 11 l Hubraum als Scania 113 und mit 14 l Hubraum als Scania 143. Die Motoren leisteten zwischen 230 und 450 PS

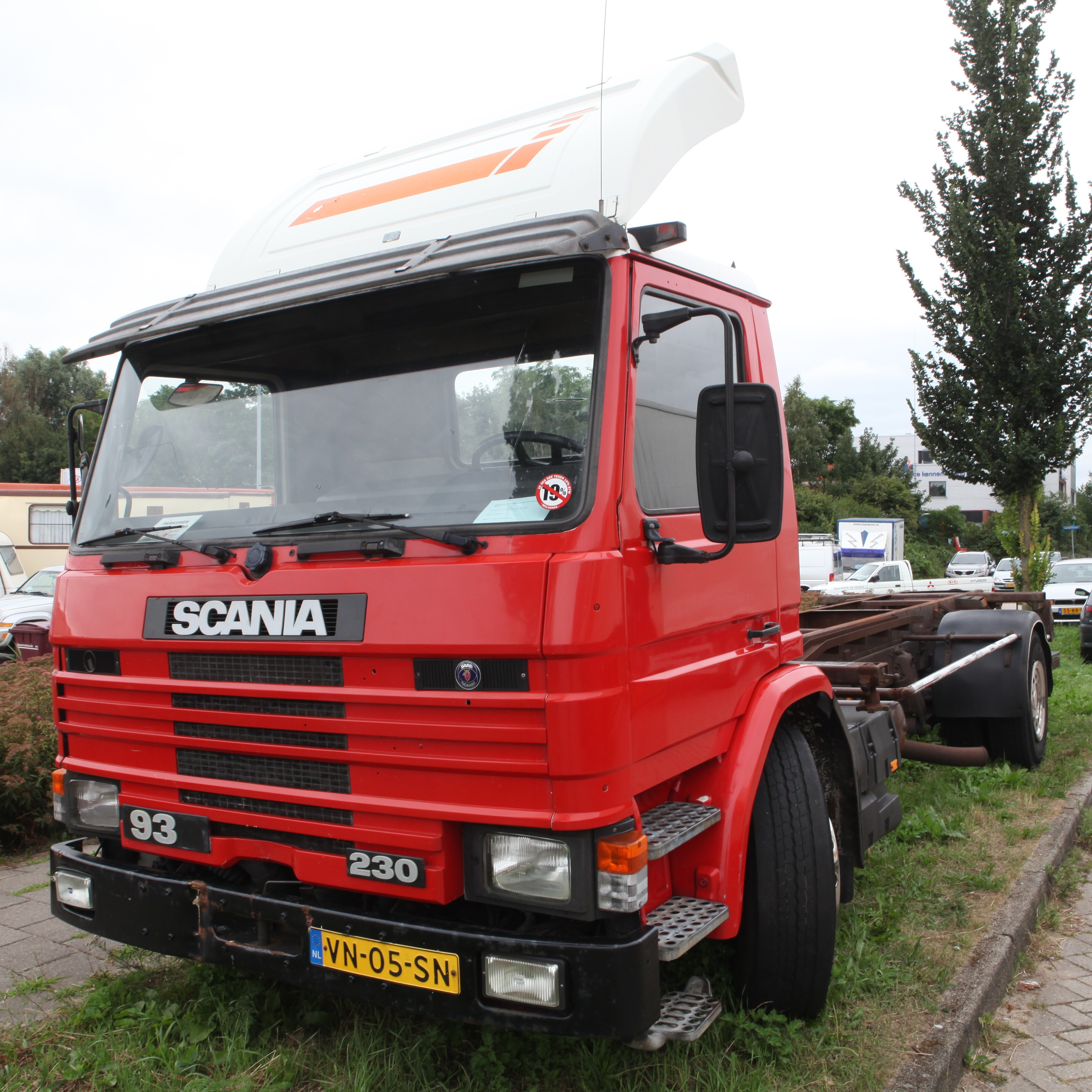
Scania 93 mit P-Fahrerhaus
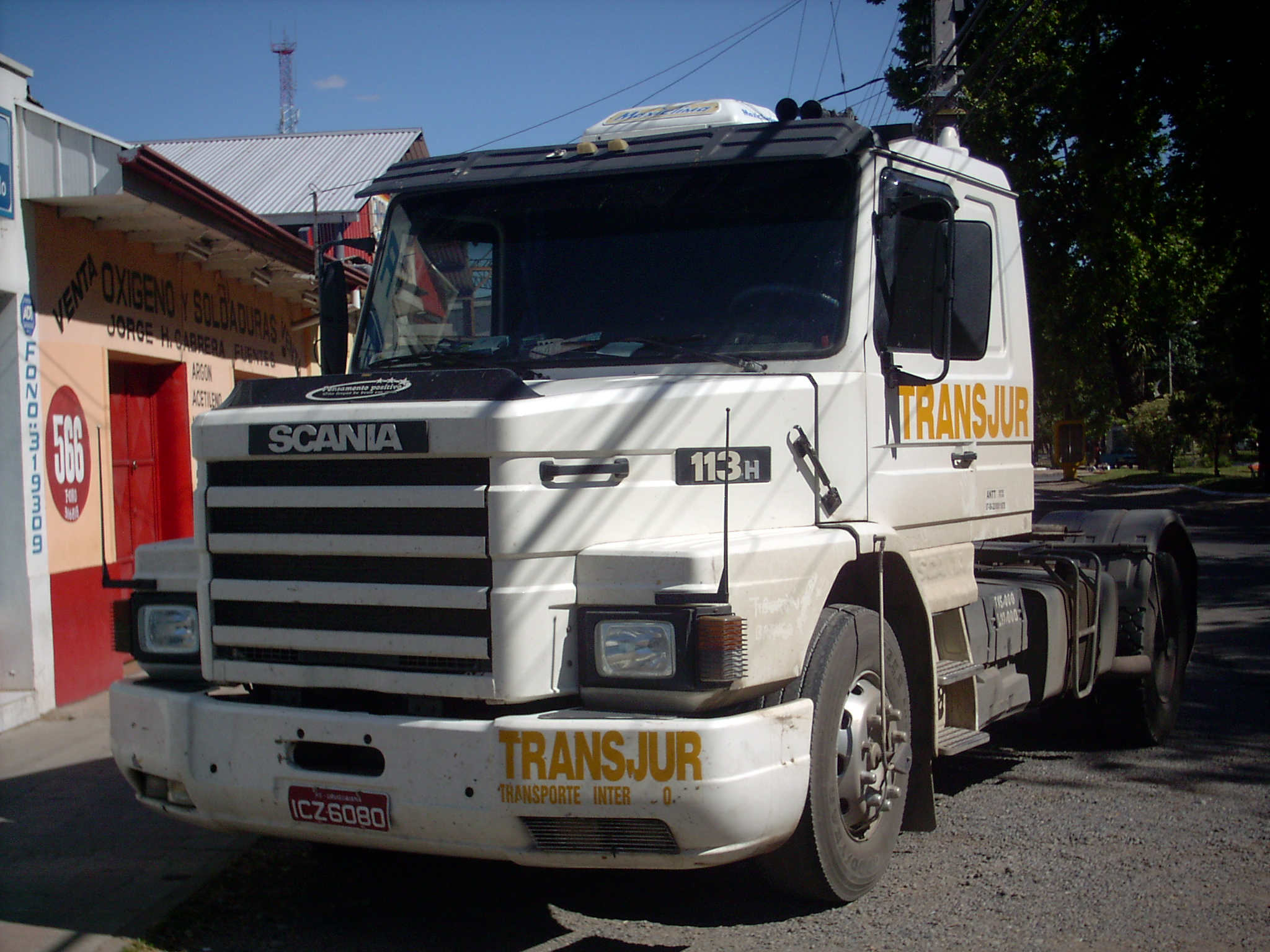
Scania 113 H mit T-Fahrerhaus
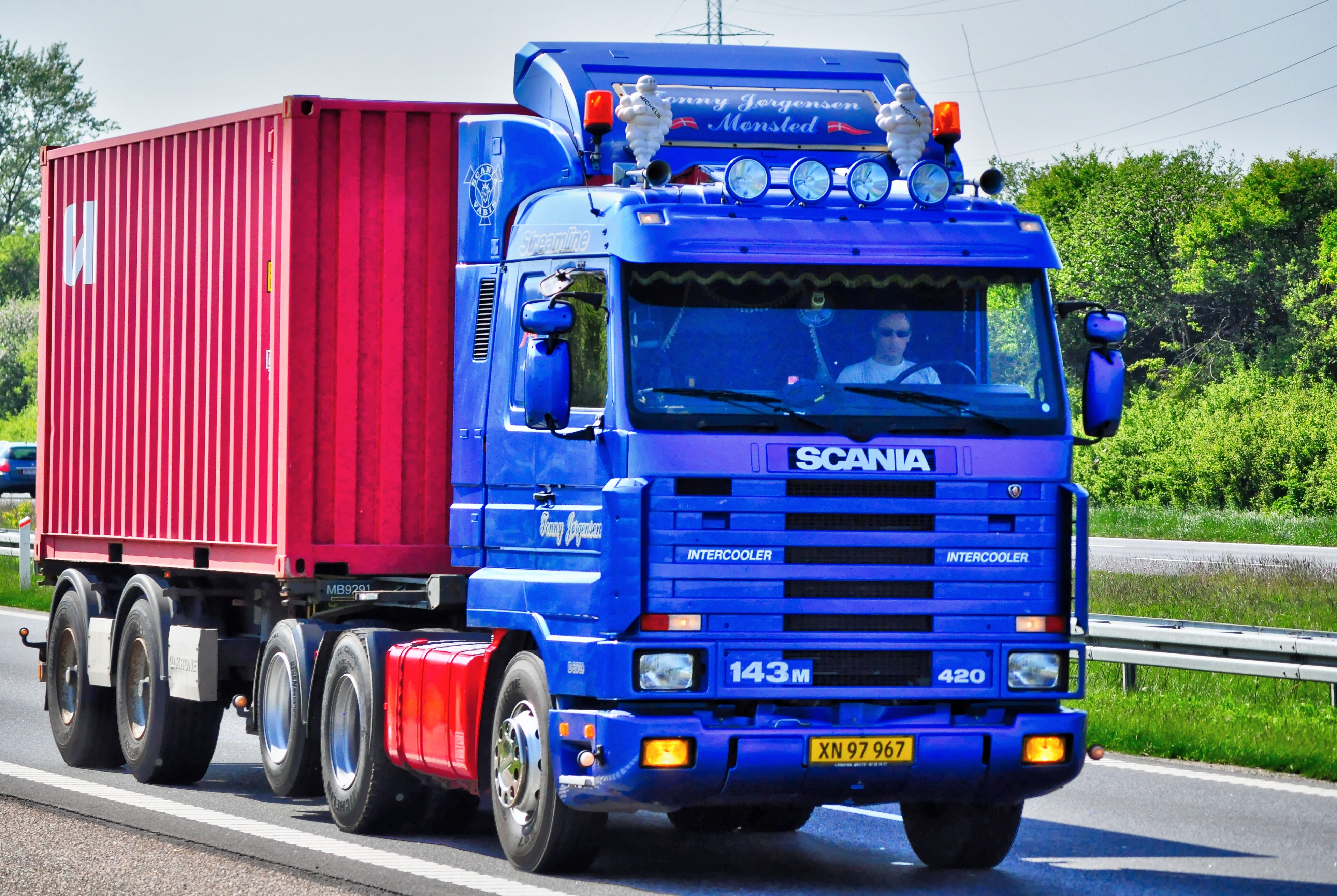
Scania 143 M mit Streamline-Fahrerhaus

## Modellgeschichte
Zur IAA 1989 präsentierte Scania den 143 erstmals mit elektronisch gesteuerte Kraftstoffeinspritzung (EDC). Das Topmodell leistete nun 470 PS.
1991 präsentiert Scania für die Serie 3 neue Streamline-Fahrerhäuser. Diese unterscheiden sich von den bisherigen Frontlenker-Fahrerhäusern durch Blinker und Tagfahrlicht oberhalb statt neben den Hauptscheinwerfern, von den Türen abgedeckten Trittstufen, abgerundeten Fahrzeugkanten sowie seitlichen Rahmenabdeckungen. Der 113 leistete nun bis zu 380 PS und der 143 bis zu 500 PS. Um die Abgasnorm Euro 1 vor ihrer Einführung zu erfüllen, verfügten nun alle Motoren serienmäßig über Ladeluftkühlung. Als weitere Neuheit wurde erstmals in einem Nutzfahrzeug ein 400 PS starker Turbo-Compound-Motor angeboten.
Ab 1994 waren die bisherigen Euro 1-Motoren ohne nennenswerten Mehrverbrauch in Euro 2-Ausführung erhältlich.

## Motorenpalette
- DSC9 (Scania P 93-230): 8,5-Liter-Sechszylinder-Dieselmotor mit Turbolader und 167 kW (223 PS)
- DSC9 (Scania P 93-250): 8,5-Liter-Sechszylinder-Turbodiesel mit Ladeluftkühlung und 185 kW (252 PS), Euro 1/2
- DSC11 (Scania R/P/T 113-320): 11-Liter-Sechszylinder-Turbodiesel mit Ladeluftkühlung und 235 kW (320 PS)
- DSC11 (Scania R/P/T 113-360): 11-Liter-Sechszylinder-Turbodiesel mit Ladeluftkühlung und 267 kW (363 PS)
- DSC11 (Scania R/P/T 113-380): 11-Liter-Sechszylinder-Turbodiesel mit Ladeluftkühlung, EDC und 267 kW (380 PS), Euro 1/Euro 2
- DTC11 (Scania R/T 113-400): 11-Liter-Turbo-Compound-Diesel mit Ladeluftkühlung, EDC und 267 kW (400 PS), Euro 1/Euro 2
- DSC14 (Scania R/T 143-400): 14,2-Liter-V8-Turbodiesel mit Ladeluftkühlung und 297 kW (404 PS)
- DSC14 (Scania R/T 143-450): 14,2-Liter-V8-Turbodiesel mit Ladeluftkühlung und 331 kW (450 PS)
- DSC14 (Scania R/T 143-470): 14,2-Liter-V8-Turbodiesel mit Ladeluftkühlung, EDC und 345 kW (470 PS)
- DSC14 (Scania R/T 143-500): 14,2-Liter-V8-Turbodiesel mit Ladeluftkühlung, EDC und 368 kW (500 PS), Euro 1/Euro 2